# Thrill of the Chase
Thrill of the Chase è il quarto album in studio del produttore e DJ norvegese Kygo, pubblicato l'11 novembre 2022 da RCA Records.

## Tracce
1. Gone Are the Days (featuring James Gillespie) – 3:16
2. Love Me Now (featuring Zoe Wees) – 3:15
3. Lonely Together (featuring Dagny) – 2:58
4. Undeniable (featuring X Ambassadors) – 3:00
5. Thrill of the Chase (featuring R.I.Pablo) – 3:18
6. Dancing Feet (featuring DNCE) – 3:35
7. Fever (featuring Lukas Graham) – 3:12
8. Woke Up in Love (with Gryffin and Calum Scott) – 3:36
9. How Many Tears (with Sam Feldt featuring Emily Warren) – 2:54
10. Never Really Loved Me (with Dean Lewis) – 3:22
11. The Way We Were (featuring Plested) – 4:08
12. Lost Without You (with Dean Lewis) – 3:23
13. All for Love (featuring Stuart Crichton) – 5:02
14. Freeze – 8:07